# Ulrich Dausien

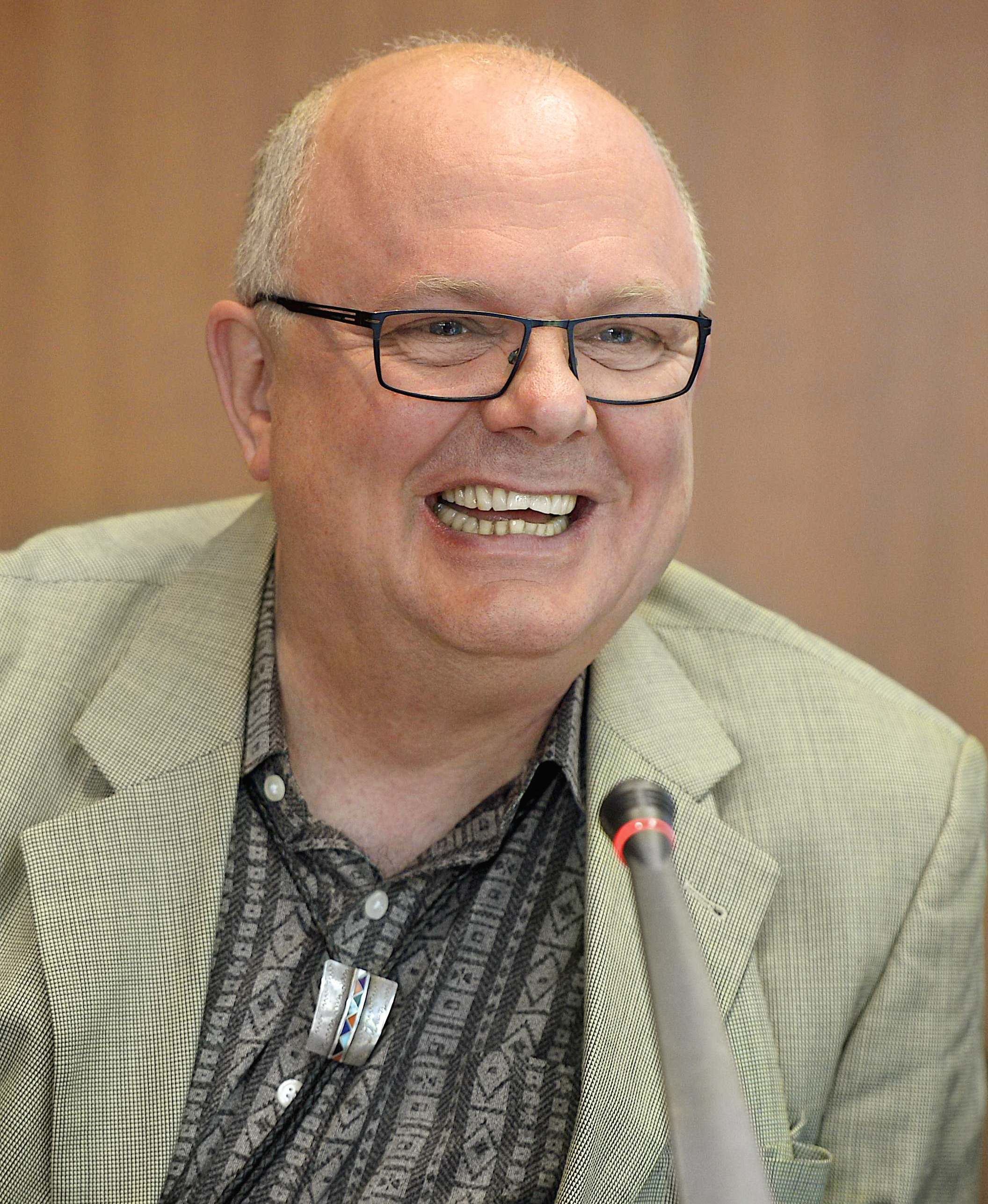
Ulrich Dausien (2014)

Ulrich Dausien (* 22. Juli 1957 in Hanau, Hessen) ist ein deutscher Unternehmensgründer und Unternehmensführer in der Branche für Outdoor-Bekleidung und -sportartikel. 1981 gründete Ulrich Dausien die Marke Jack Wolfskin. Von 2001 bis 2018 war er Vorstand der YEAH! AG.

## Leben
Ulrich Dausien wurde als Sohn von Margret und Werner Dausien, einer Buchhändlerfamilie aus Hanau am Main, geboren. Seine Kindheit und Jugend wurde durch die  Mitgliedschaft bei den Heliand-Pfadfindern sowie in der Rockband Oktopus geprägt. Nach dem Abitur nahm Dausien 1976 ein Studium der Betriebswirtschaftslehre an der Goethe-Universität in Frankfurt am Main auf. Während einer Aushilfstätigkeit auf der Jagdsportmesse IWA in Nürnberg lernte er 1977 einen taiwanesischen Rucksack- und Schlafsack-Exporteur kennen. Für den Jagdsport waren die auf der IWA ausgestellten, bunten Rucksäcke und Zelte ungeeignet, nicht jedoch für natur- und wanderaffine Menschen. Aus dieser Erkenntnis entstand seine Geschäftsidee. Noch im selben Jahr erfolgte die Gründung seiner ersten Firma für den Import von Wander- und Reiseausrüstung in Frankfurt. Durch den Abverkauf der ersten Produkte aus Taiwan eröffnete er 1979 ein kleines Ausrüstungsgeschäft für Campingartikel mit dem Namen „SINE“. SINE war sein Pfadfinderspitzname bei der Heliand-Pfadfinderschaft. 1979 folgte die erste Eigenmarke HOBBYT.  1981 wurde das Eigenlabel zu einem eigenständigen Unternehmen erweitert, die HOBBYT-Ausrüstung für Draussen GmbH in Frankfurt. Bis 1987 eröffneten bundesweit zwölf weitere SINE-Outdoorfachgeschäfte im Franchisesystem.
Auf einer Alaskareise wurde Dausien 1981 durch einen Bären am Auge verletzt. Eine Narbe über dem linken Auge zeugt bis heute von diesem Ereignis. Auf der Suche nach einem geeigneten Markennamen für die Produkte des neu entstandenen Labels wurde die Bärentatze zur Wolfstatze, anschließend zur Wolfshaut „Wolfskin“ umgedichtet und diese wiederum durch den Zusatz „Jack“, welcher ursprünglich für den amerikanischen Schriftsteller Jack London einstand, ergänzt. Ab 1981 wurde der Markenname Jack Wolfskin verwendet.
1981 entwickelte Dausien die Doppeljacke, welche der Marke Jack Wolfskin zu ihrem weltweiten Erfolg verhalf. Mit dem Integrieren eines zweiten Reißverschlusses konnte fortan Innen- wie auch Außenjacke separat getragen und die Oberbekleidung entsprechend den jeweils aktuell vorherrschenden klimatischen Bedingungen angepasst werden.
1986 brach er sein Studium der Betriebswirtschaftslehre ab, um den wachsenden Anforderungen des Geschäfts gerecht zu werden.
Der wachsende Absatz mit Jack Wolfskin stellte Dausien wenige Jahre nach der Gründung vor eine Entscheidung. Die gesteigerte Nachfrage erforderte Investitionen, die aus eigener Kraft nicht mehr zu bewerkstelligen waren. So folgte 1991 der Verkauf an die Johnson Worldwide Associates Group (JWA Group) aus den USA. Nach Angaben des Handelsblatts erhielt Dausien für den Verkauf von Jack Wolfskin 15 Millionen D-Mark. Er wechselte noch im selben Jahr in die Geschäftsführung der JWA Group, wo er Hauptverantwortlicher für die Marke Jack Wolfskin wurde. 1994 verließ Dausien die JWA Group und zog sich bis 1995 ins Privatleben zurück.
Ab 2001 wechselte Ulrich Dausien vom Aufsichtsrat der Bicycles Räder AG in Bielefeld, dem er zuvor acht Jahre angehörte, in den Vorstand. Zeitgleich ab dem 1. Januar 2001 erfolgte die Integration der SINE GmbH, der Our Planet GmbH sowie der McTrek GmbH in die YEAH! AG. In Folge der Fusion dieser Unternehmen mit der Bicycles Räder AG zur YEAH! AG wurden jedoch hohe Verluste in der YEAH! AG erwirtschaftet, die auf das sehr schleppend vorangehende Geschäft der Bicycles Räder AG zurückzuführen waren. Um das angeschlagene Geschäft zu sanieren, richtete er den Fokus wieder auf den Outdooreinzelhandel. Die YEAH! AG wurde 2020 insolvent und nachfolgend liquidiert.